# Kooipolder (Warmond)
De Kooipolder is de naam van een polder en voormalig waterschap in de Nederlandse provincie Zuid-Holland in het noorden van de voormalige gemeente Warmond (tegenwoordig Teylingen).
Het waterschap was opgericht op 16 maart 1686 als een samenvoeging van de Kooipolder met de Tuynpolder en was verantwoordelijk voor de waterhuishouding in deze polders.

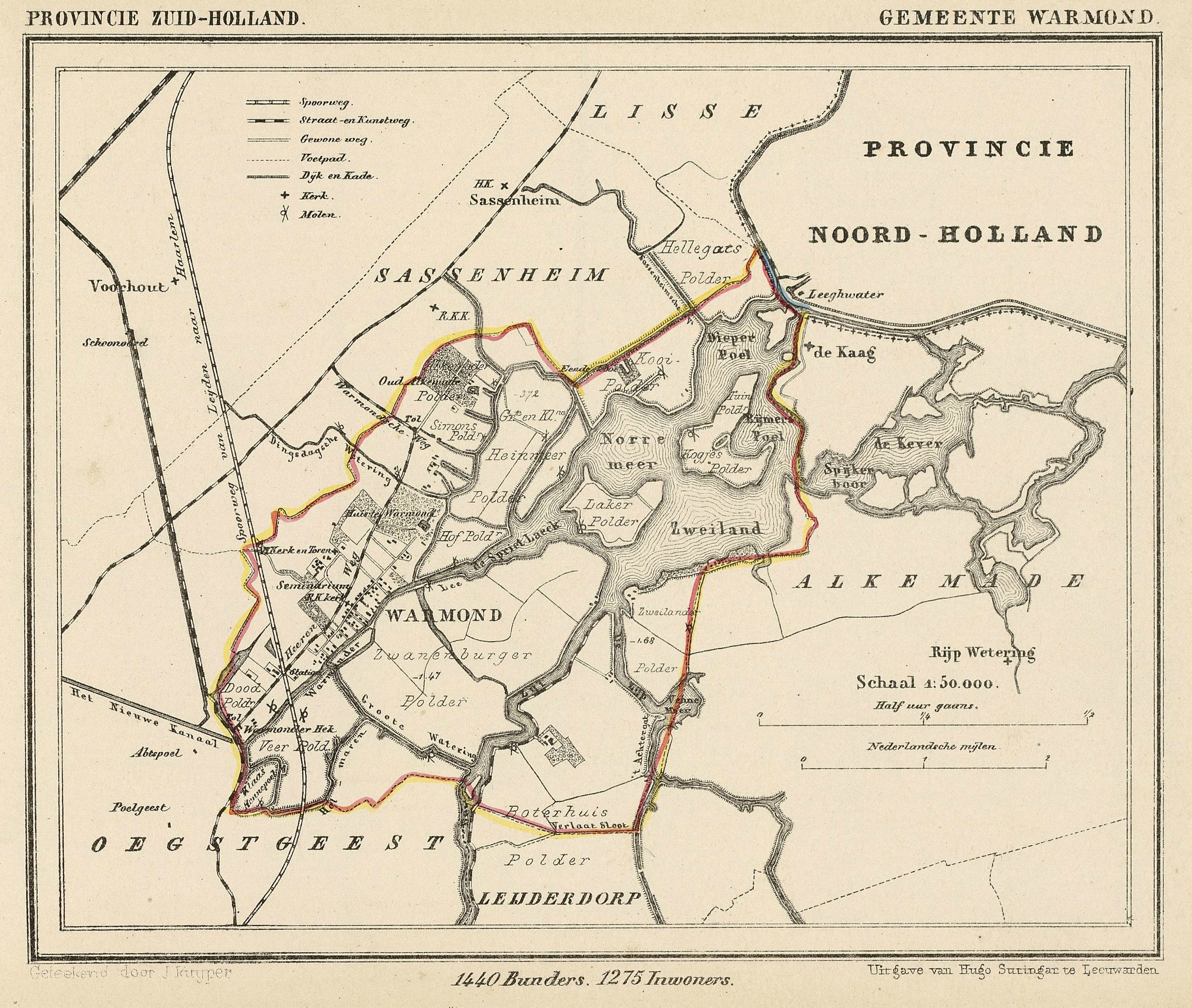
De Kooipolder op een kaart van de voormalige gemeente Warmond uit ca. 1865.